# Подрудзе
Подрудзе (пол. Podrudzie) — село в Польщі, у гміні Мінськ-Мазовецький Мінського повіту Мазовецького воєводства.
Населення — 396 осіб (2011).
У 1975-1998 роках село належало до Седлецького воєводства.

## Демографія
Демографічна структура станом на 31 березня 2011 року:
|          | Загалом | Допрацездатний вік | Працездатний вік | Постпрацездатний вік |
| -------- | ------- | ------------------ | ---------------- | -------------------- |
| Чоловіки | 197     | 47                 | 140              | 10                   |
| Жінки    | 199     | 41                 | 122              | 36                   |
| Разом    | 396     | 88                 | 262              | 46                   |